# Marilac
Marilac är en kommun i Brasilien.   Den ligger i delstaten Minas Gerais, i den sydöstra delen av landet, 700 km öster om huvudstaden Brasília. Antalet invånare är 4 219.
Omgivningarna runt Marilac är huvudsakligen savann. Runt Marilac är det glesbefolkat, med 20 invånare per kvadratkilometer.